# 841
| [ Edytuj tabelę ]          |                            |
| Król Anglii                | - 839 Ethelwulf 858        |
| Król Asturii               | - 791 Alfons II 842        |
| Hrabia Barcelony           | - 836 Bernard 844          |
| Cesarz Bizancjum           | - 829 Teofil 842           |
| Chan Bułgarii              | - 836 Presjan 852          |
| Cesarz Chin                | - 840 Tang Wuzong 846      |
| Król Franków wschodnich    | - 840 Lotar I 855          |
| Cesarz Japonii             | - 833 Ninmyō 850           |
| Kalif                      | - 833 Al-Mutasim 842       |
| Król Khmerów               | - 802 Dżajawarman II 850   |
| Patriarcha Konstantynopola | - 836 Jan VII Gramatyk 843 |
| Król Mercji                | - 840 Berhtwulf 852        |
| Król Nawarry               | - 824 Inigo Arista 851     |
| Król Nortumbrii            | - 840 Etelred II 848       |
| Książę Obodrzyców          | - 826 Gostomysł 844        |
| Papież                     | - 827 Grzegorz IV 844      |
| Cesarz rzymski             | - 817 Lotar I 855          |
| Doża Wenecji               | - 837 Pietro Tradonico 864 |
| Książę wielkomorawski      | - 820 Mojmir I 846         |

Rok 841 / DCCCXLI
stulecia: VIII wiek ~
IX wiek ~
X wiek

lata: 831 «
836 «
837 «
838 «
839 «
840 «
841
» 842
» 843
» 844
» 845
» 846
» 851

## Wydarzenia
- 12 maja – najazd wikingów na ziemie Franków: flota normańska wpłynęła w ujście Sekwany i rozpoczęła plądrowanie miast i klasztorów leżących nad brzegami rzeki[1].
- 14 maja – zdobycie Rouen przez wikingów[1].
- 25 czerwca – bitwa pod Fontenoy-en-Puisaye: Lotar został pokonany przez połączone wojska braci - Ludwika Niemieckiego i Karola Łysego.
- Wikingowie założyli osadę handlową na południowym brzegu rzeki Liffey (osada jest początkiem miasta Dublina).

## Zmarli
- Guifeng Zongmi, chiński mistrz chan ze szkoły heze, 5 patriarcha szkoły huayan (ur. 780)